# Мечик, Донат Исаакович
Дона́т Исаа́кович Ме́чик (20 июля 1909, Харбин, Империя Цин — 22 октября 1995, Нью-Йорк, США) — советский театральный режиссёр

, театральный педагог и драматург.
Отец писателя и журналиста Сергея Довлатова (1941—1990).

## Биография

### Происхождение
Отец будущего театрального режиссёра, керчь-еникальский мещанин Исаак Моисеевич Мечик (1881—1938), происходил из еврейской крестьянской семьи из деревни Сухово в Крыму. Работал на строительстве Китайско-Восточной железной дороги. С 1904 года участвовал в русско-японской войне, служил в пехоте. Жил в Харбине, где у него и его жены Рассы (Раисы) Рафаиловны (1883—1944) родились сыновья Михаил, Донат и Леопольд. Когда семья переехала во Владивосток, работал администратором иллюзиона, занимался ремонтом хозяйственной утвари и типографским делом, приобрёл в городе закусочную. В советское время работал метрдотелем на заводе «Эдем», руководил жилконторой, а после переезда в Ленинград в середине 1930-х годов работал комендантом зеркальной фабрики. В 1937 году был арестован, осуждён 18 января 1938 года и 27 января того же года расстрелян (реабилитирован посмертно). В феврале 2022 года на доме 3 по Днепропетровской улице была установлена табличка акции «Последний адрес».
В 1925 году его младший сын Леопольд (1910—1979) втайне от родителей отправился на корабле в кругосветное путешествие и остался жить в Бельгии. Старший сын Михаил, учась в Коммерческом училище, приятельствовал с А. А. Фадеевым, впоследствии использовавшим фамилию Мечик в романе «Разгром». Младший брат Исаака — керчь-еникальский мещанин Нусин (Анисим) Моисеевич Мечик (1887—1991) — в начале 1930-х годов эмигрировал в США.

### Театральная деятельность
В юношеские годы Донат Мечик увлекался исполнением куплетов, сочинением стихов и игрой в теннис. В 1925—1929 годы читал со сцены произведения Михаила Зощенко. С 1924 года под псевдонимом «Донат Весенний» писал и печатал пародии, новеллы, стихи. В 1929 году вместе с братом Михаилом Д. Мечик переехал в Ленинград, где поступил в театральный институт (который тогда носил название Техникума сценических искусств) на курс Л. С. Вивьена, впоследствии народного артиста СССР. Играл на сценах различных ленинградских театров.
В середине 1930-х годов участвовал совместно с Вивьеном в создании Театра актёрского мастерства (ТАМ), занимался режиссурой. Ставил спектакли в филиале Молодого театра С. Радлова, в Театре транспорта, был художественным руководителем Республиканского драматического театра Мордовской АССР и Ленинградского районного драматического театра. Во время Великой Отечественной войны был эвакуирован с женой и матерью в Уфу, оттуда в Новосибирск (1942).
С 1938 по 1945 год совместно с Вивьеном ставил спектакли в Ленинградском академическом театре драмы им. А. С. Пушкина («Великий государь», «Кремлёвские куранты», «Стакан воды», «Горе от ума», «Русские люди», «Свадьба» и другие). Во время войны, когда театр находился в эвакуации в Новосибирске, заведовал литературной частью театра.

### Эстрадная деятельность
После возвращения в 1944 году из Новосибирска в Ленинград занимался эстрадной режиссурой, работал режиссёром в Ленинградской филармонии и на «Ленфильме». Среди самых известных его постановок — поставленная для актёров театра им. Пушкина В. Меркурьева и Ю. Толубеева «Ссора Ивана Ивановича с Иваном Никифоровичем» по Н. В. Гоголю. Широкую известность обрел во время войны номер «Огонь по врагу», поставленный Мечиком для артистов драмы А. Борисова и К. Адашевского.
Ставил эстрадные программы в Ленконцерте. Его монологи, фельетоны, скетчи, куплеты исполняли Л. Утёсов, А. Белов, Б. Брунов, Л. Атманаки. Поставил эстрадные спектакли «Первое свидание» (1948) и «Коротко и ясно» (1950) В. Гальковского для Г. Орлова и М. Курдина; «Не проходите мимо» с участием А. Блехмана, Т. Кравцовой, Б. Бенцианова; киевские программы джаз-оркестра «Днипро» с участием К. Яницкого, Н. Гринько, Е. Медведева (1962) и множество других программ и номеров.
Проживал по адресу: Литейный проспект, дом 39 («дом Пашкова»), в коммунальной квартире номер 22.

### Педагогическая и литературная деятельность
В 1967 году Д. И. Мечик начал преподавать актёрское мастерство на эстрадном отделении Музыкального училища при Ленинградской консерватории. Возглавлял в нём отделение речевого жанра до 1980 года. Ещё в конце 1950-х годов, являясь эстрадным драматургом, он стал одним из инициаторов создания в Ленинграде профкома эстрадных драматургов, где позднее руководил производственно-творческой комиссией. Мечик — автор нескольких теоретических статей об эстраде и книги «Искусство актёра на эстраде» (1972).
В 1980 году, вслед за сыном — писателем С. Довлатовым, эмигрировал в США (после того, как в 1978 году эмигрировал его сын, Мечика вынудили уйти на пенсию). Там занялся литературной деятельностью, написал и издал три книги: «Выбитые из колеи» (1984), «Закулисные курьёзы» (1986) и «Театральные записки» (1989). Воспоминания Д. И. Мечика публиковались в русскоязычной эмигрантской прессе (в частности, сборнике «Руссика-81», журналах «Стрелец» и «Литературный курьер», газетах «Новый американец» и «Новое русское слово», «Панорама», «Мир» и других). Его воспоминания также печатались во многих российских газетах и журналах.
Донат Мечик скончался 22 октября 1995 года в Нью-Йорке от рака лёгких.

## Семья
- Первая жена (с 1940 по 1946 год) — Нора Сергеевна Довлатова (1908—1999). 
  - Сын — Сергей Довлатов.
- Вторая жена — Людмила Ивановна Рябушкина (род. 1934), приёмная дочь  писателя Геннадия Гора. 
  - Дочь — Ксения Донатовна Мечик (англ. Ksana Blank, род. 1956), американский литературовед, исследователь литературного и эпистолярного наследия своего отца и брата; выпускница филологического факультета Ленинградского государственного университета (1979), защитила диссертацию в Колумбийском университете, преподаёт в Принстонском университете, автор книги о Достоевском и сборника статей о русской литературе[8].

## Сочинения
- Искусство актёра на эстраде. — Л.: Искусство, 1972.
- Выбитые из колеи. — New York: Memory Publishing, 1984.
- Закулисные курьёзы. — New York: Memory Publishing, 1986.
- Театральные записки. — New York: Memory Publishing, 1989.